# Lingue celebiche
Le lingue celebiche, anche definite lingue sulawesi (nomi che derivano dall'isola di Sulawesi che in epoca coloniale venne chiamata  Celebes), formano un ramo del gruppo di lingue maleo-polinesiache della famiglia austronesiana. 
Occorre premettere che l'esistenza di questo gruppo non è accettata da tutti gli studiosi.

## Classificazione
Secondo Ethnologue, le lingue che formano il gruppo sono 64, che vengono ripartite nei seguenti 4 sottogruppi, a loro volta suddivisi in ulteriori raggruppamenti (tra parentesi il numero di lingue che costituiscono ciascun sottogruppo)[tra parentesi quadra, per le lingue, il codice internazionale di classificazione:
- Lingue celebiche orientali (33)
  - Lingue saluan-banggai (6)
    - Lingue saluan-banggai orientali (2)
      - Lingua balantak  [blz]
      - Lingua banggai  [bgz]

    - Lingue saluan-banggai occidentali (4)
      - Lingue saluan (3)
      - Lingua andio  [bzb]

  - Lingue celebiche sud-orientali (27)
    - Lingue bungku-tolaki (15)
    - Lingue muna-buton (12)
- Lingue kaili-pamona (16)
  - Lingue kaili-pamona settentrionali (10)
  - Lingue kaili-pamona meridionali (6)
- Lingue tomini-tolitoli (10)
  - Lingue tolitoli (2)
    - Lingua boano  [bzl]
    - Lingua totoli  [txe]

  - Lingue tomini (8)
    - Lingue tomini settentrionali (3)
    - Lingue tomini meridionali (5)
- Lingue wotu-wolio (5)
  - Lingue kalao] (2)
    - Lingua kalao  [kly]
    - Lingua laiyolo  [lji]

  - Lingue wolio-kamaru (2)
    - Lingua kamaru  [kgx]
    - Lingua wolio  [wlo]

  - Lingua wotu  [wtw]

Tutte queste lingue sono parlate a Sulawesi e nelle isole vicine.
Le lingue celebiche costituiscono uno dei sottogruppi più importanti (in termini di lingue parlate) del gruppo di lingue maleo-polinesiache occidentali.

### Un'ipotesi controversa
La proposta di un gruppo di lingue celebiche che riunisce le lingue parlate nel sud dell'isola, si deve al linguista Van den Berg (1996), sulla base dell'evoluzione fonologica comune. Mead, però, ha dimostrato nel 1996, che questa evoluzione è una caratteristica regionale di Sulawesi, e si è prodotta dopo, e non prima della separazione dei sottogruppi, per cui la ricerca più recente sembra invalidare l'esistenza del gruppo.